# J.F.Kのためのエレジー
「J.F.Kのためのエレジー」(Elegy for J.F.K.) は、ロシア生まれの作曲家イーゴリ・ストラヴィンスキーが1964年に作曲した歌曲。アメリカ合衆国大統領ジョン・Ｆ・ケネディの暗殺に衝撃を受けたストラヴィンスキーが、詞を友人であるW・H・オーデンに依頼して作った作品である。全38小節の小曲で、演奏時間は1分30秒。

## 作曲の背景と経緯
ストラヴィンスキーは『春の祭典』に代表されるようなロシア時代の作風から、1920年ごろ以降は新古典主義の様式によって作曲し始め、第二次世界大戦が勃発した1939年にロス・アンジェルスへ移住した時期をはさんで、1945年まで新古典主義の様式によって作曲し続けた。しかし1950年代以降の晩年は主に十二音技法などのセリー（音列）による作曲技法（セリエル音楽）によって作曲した。
ストラヴィンスキーは1962年1月18日にホワイトハウスでの晩餐会に招かれて、そこでケネディ大統領夫妻に会っている。翌1963年11月にケネディ大統領と友人のオルダス・ハクスリーが相次いで没すると、ストラヴィンスキーはケネディのためのエレジーを作曲することに決め、また作曲中だった管弦楽のための『変奏曲』をオルダス・ハクスリー追悼のためにささげた。曲は1964年3月に作曲され、4月6日にロサンゼルスの「月曜の夜のコンサート」でロバート・クラフトの指揮、リチャード・ロビンソンの独唱によって初演された。

## 編成
この曲はバリトンまたはメゾソプラノ歌手およびBフラットクラリネット2本とEフラットのアルトクラリネット1本による伴奏のために書かれている。クラリネット合奏つき歌曲という点では1916年の『猫の子守唄』と共通している。

## 楽曲構成
アメリカ合衆国大統領ジョン・Ｆ・ケネディの暗殺に衝撃を受けたストラヴィンスキーは、追悼曲の作詞を『放蕩児の遍歴』以来の長年の協力者であるW・H・オーデンに注文した。オーデン本人はケネディ大統領には何の思い入れもなかったが、自由な俳句（17音節だが五七五にはなっていない）の4段からなる詩を作った。ストラヴィンスキーは冒頭の段を最後に繰り返して使っている。

## 音楽技法
ストラヴィンスキーは歌の旋律を最初に作曲した。十二音の音列（セリー）による曲である。ストラヴィンスキーはこの曲で次の音列を使っている。
この音列の最初から7番目の音までに三全音の音程の跳躍が3箇所ある。すなわちG♯からD、A♯からE、FからBの箇所である。
作曲技術の面から分析すると、十二音技法でよく使われる音列の変形が見られる。この曲では音列の原形を使うほか、原形の音列から機械的に導き出される逆反行形を使っている。この逆反行形の音列は歌より1秒余り早く始まるクラリネットによる伴奏パートで使われるほか、歌のパートでは原形の音列による旋律が提示された後に、その旋律の終わりの2音D♯とC♯を逆反行形の音列の始まりとして現れる旋律に使われている。続いて歌は原形の音列を使った旋律が2種類現れ、終わりに最初の旋律を繰り返している。この曲で使われている逆反行形の音列はD♯, C♯, A♯, A, G, F, B, C, F♯, E, D, G♯であるが、これは上記に示した原形の音列を反行させた音列であるG♯, D, E, F♯, C, B, F, G, A, A♯, C♯, D♯を最後の音から最初の音へ逆方向に並べ変えたものである。なお反行形の音列は、歌のパートの逆反行形の音列を使った旋律と次の原形の音列を使った旋律の間に、歌のパートから各クラリネットのパートに受け渡すように使われている。